# Col du Finestre
 (mai 2018).
Si vous disposez d'ouvrages ou d'articles de référence ou si vous connaissez des sites web de qualité traitant du thème abordé ici, merci de compléter l'article en donnant les références utiles à sa vérifiabilité et en les liant à la section « Notes et références ».
Le col du Finestre (colle delle Finestre en italien) est un col alpin à 2 178 mètres d'altitude. Il est situé à l'ouest de la région italienne du Piémont et relie le val de Suse et le val Cluson. Depuis Suse, la partie supérieure de la route n'est pas goudronnée.

## Géographie
Du côté du val Cluson, au bout de la route carrossable, se trouve la forteresse de Fenestrelle, une des plus grandes fortifications du Piémont, avec ses positions avancées du fort de Serre-Marie et son corps de garde (également surnommé « l'écrou »). La route qui monte du val Cluson est tracée vers 1700 pour servir les différents forts. Près du col, la route et le système défensif sont reliés à la Strada dell'Assietta qui conduit à la Testa dell'Assietta (lieu de la bataille d'Assietta entre les Français et les Piémontais en 1747), puis au col Basset situé au-dessus de Sestrières dans le domaine skiable de la Voie lactée.
Le col est situé dans le parc naturel Orsiera-Rocciavrè, un vaste espace alpin entre les Alpes grées et les Alpes cottiennes. Les deux communes reliées par le col sont Méans, située à quelques kilomètres de Suse, et Fenestrelle. Il existe une autre descente de plusieurs centaines de mètres de la route menant à l'Assietta qui conduit à Usseaux, dans le val Cluson. Du col, on aperçoit Rochemelon, l'une des plus hautes montagnes des Alpes grées, qui est située sur le côté opposé du col dans la vallée de Suse, et le monte Albergian en amont dans le val Cluson.

## Tour d'Italie
Le Tour d'Italie emprunte pour la première fois les routes du col en 2005, à l'occasion de la 19e étape se disputant entre Savillan et Sestrières. L'Italien Danilo Di Luca passe en tête au col mais le coureur vénézuélien José Rujano le précède sur la ligne d'arrivée à Sestrières. Durant la 20e étape du Tour d'Italie 2011, Vasil Kiryienka s'échappe dans l'ascension pour l'emporter à Sestrières. L'ascension est de nouveau au programme du Tour d'Italie 2015, lors de la 20e et avant-dernière étape dont l'arrivée est de nouveau jugée à Sestrières ; c'est Mikel Landa qui passe en tête au sommet. En 2015 et 2018[réf. souhaitée], le col du Finestre constitue la Cima Coppi du Giro, c'est-à-dire le plus haut col du Tour d'Italie.
Lors du Tour d'Italie 2018, le Finestre est emprunté par la 19e étape. Le Britannique Christopher Froome attaque seul dans le col à plus de 80 kilomètres de l'arrivée. Il ne sera plus revu et s'impose en solitaire à Bardonnèche. Il renverse le classement général, prenant le maillot rose à son compatriote Simon Yates, victime d'une défaillance. Il remporte le surlendemain le Tour d'Italie.
En 2025, le col est emprunté lors de la 20e étape. C'est l'Australien Chris Harper qui passe seul en tête au sommet et remporte l'étape à Sestrières.